# Marco Mollura
Marco Mollura (Erice, 11 ottobre 1993) è un cestista italiano, di ruolo ala.

## Carriera
Ha iniziato a giocare nelle giovanili del Basket Trapani, squadra della sua città.
Dal 2009 è aggregato alla prima squadra che disputa dapprima il campionato di A Dilettanti (nelle stagioni 2009-2010 e 2010-2011) e poi quello di DNC.
Nel 2012 passa al CUS Torino con il quale disputa due campionati di DNB.
Nel 2014 si trasferisce alla Zannella Basket Cefalù dove disputa due campionati di Serie C, nell'ultimo dei quali si rende protagonista della promozione in Serie B. Disputa quindi la stagione 2016-2017 in Serie B con Cefalù. 
Al termine della stagione torna nella sua città, ingaggiato dalla Pallacanestro Trapani del presidente Basciano. Con i granata gioca diverse stagioni in Serie A2, grazie anche al suo temperamento che gli permette di ricoprire con successo più ruoli. Dal 2021 è capitano della squadra, dal 2023 divenuta Trapani Shark e il 9 giugno 2024 centra la promozione in Serie A.

## Palmarès

### Competizioni nazionali
- Campione d'Italia Dilettanti: 1

Trapani Shark: 2023-24
- Campionato italiano di Serie A2: 1

Trapani Shark: 2023-24
- Supercoppa LNP: 1

Trapani Shark: 2023
- Coppa Italia LNP di Divisione Nazionale C: 1

Pall. Trapani: 2011-12

### Competizioni interregionali
- Divisione Nazionale C: 1

Pall. Trapani: 2011-2012